# Xavier Barbier de Montault
Xavier Barbier de Montault (Loudun, 6 febbraio 1830 – Blaslay, 29 marzo 1901) è stato un religioso, archeologo e storiografo francese.

## Biografia
Xavier Barbier de Montault nasce il 6 febbraio 1830 da una famiglia nobile. Suo zio, Charles II Montault-Désilles, fu arcivescovo d'Angers, dal 1803 al 1839. All'età di otto anni, fu affidato alla cura dello zio vescovo. 
Studia al seminario di Mongazon, al seminario Saint-Sulpice e alla Sapienza a Roma.
È nominato storiografo della diocesi d'Angers dal nuovo vescovo, Guillaulme Angebault. Durante il suo lavoro di storiografo, istituisce il museo diocesano che dirige fino al 1867.
Ritornando in Italia, diviene cameriere di Pio IX ed entra a far parte della Casa Pontificia. Diviene consulente canonico di diversi vescovi francesi ed assiste in teologia al Concilio Vaticano I monsignor Desflèches, vicario apostolico in Cina. 
L'alto clero e il governo francese opposero più obiezioni a causa del suo ultramontanismo ad un suo possibile episcopato, più volte proposto. Muore in Francia a Blaslay il 30 marzo 1901.

## Opere
- "Œuvres complètes" (non completato): I. "Inventaires ecclésiastiques"; II. "Le Vatican"; III. "Le Pape"; IV-V. "Droit papal"; VI-VIII. "Dévotions populaires"; IX-XVI. "Hagiographie" (Rome, 1889–1902);
- "Traité d'iconographie chrétienne" (2 vols., Paris, 1890);
- "Collection des décrets authentiques des ss. congregations romaines" (8 vols., Rome, 1872)